# Coryphaena hippurus

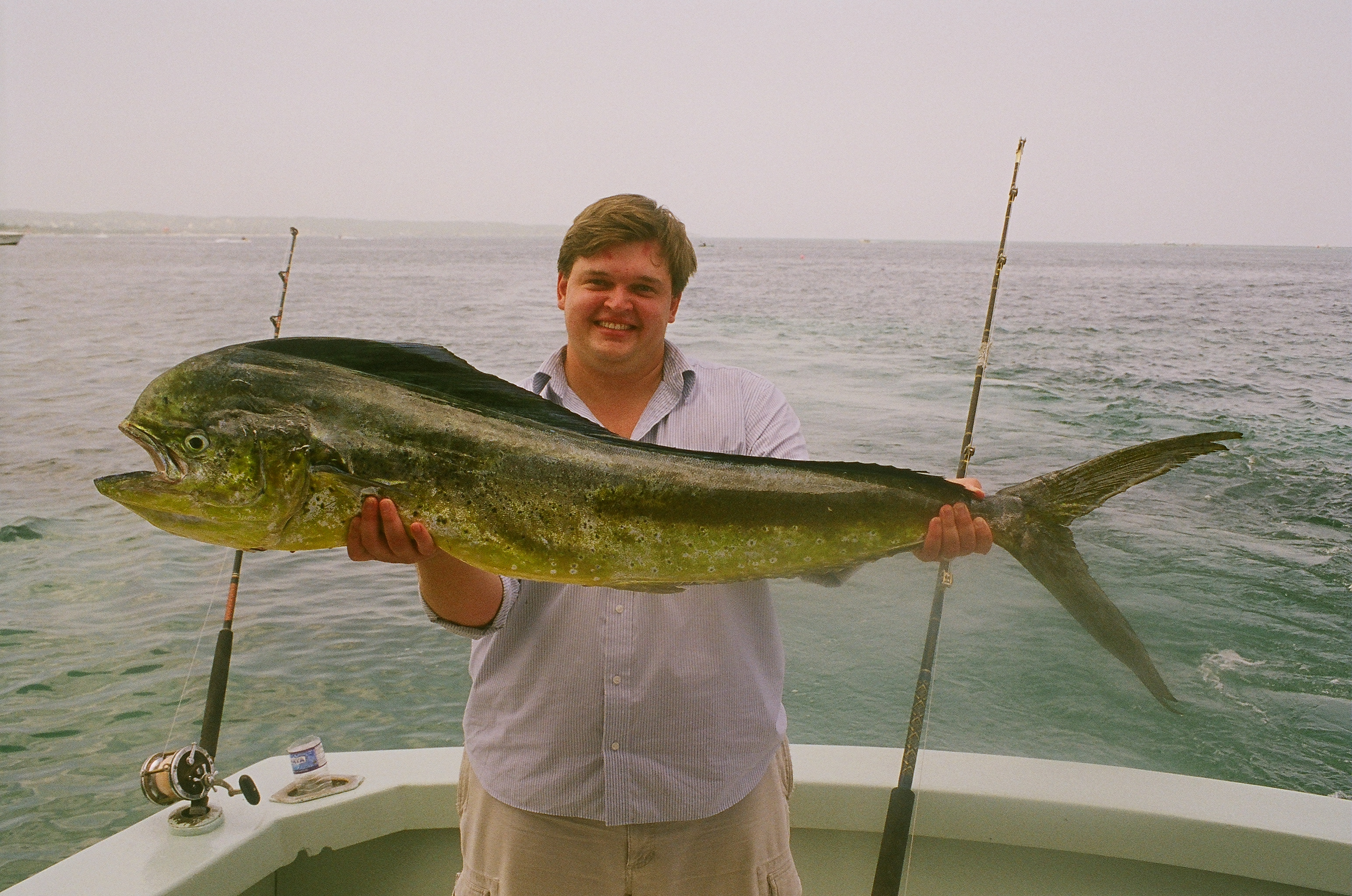
Hembra capturada en Jamaica.

El dorado, pez limón, lirio, llampuga, lampuga, yampúa, dorado-delfín, perico o sandalio  es la especie Coryphaena hippurus, un pez marino de la familia corifaénidos o peces-delfín, distribuido por todos los océanos del mundo, en aguas tanto tropicales como subtropicales. Constituye uno de los pescados estrella de la cocina tradicional maltesa.

## Nomenclatura
Linnaeus nombró el género, derivado de la palabra griega, κορῠφή, koryphḗ, que significa 'cúspide' o 'ápice', en 1758. Los sinónimos de la especie incluyen Coryphaena argyrurus, Coryphaena chrysurus y Coryphaena dolfyn.
Las denominaciones vernáculas españolas a menudo hacen referencia a su coloración (dorado, pez limón).
En partes del Pacífico y a lo largo de la costa de habla inglesa de Sudáfrica, al Coryphaena hippurus se le conoce comúnmente por su nombre en español, dorado.
En la isla mediterránea de Malta, el Coryphaena hippurus se conoce como lampuka.
El nombre mahi-mahi, frecuente en inglés, proviene del idioma hawaiano y significa "muy fuerte", a través del proceso de reduplicación. Por casualidad en persa, mahi (ماهی) significa 'pez', pero la palabra mahi en hawaiano no tiene nada que ver con el idioma persa.  En inglés también se le denomina dolphin fish (pez delfín), nombre engañoso ya que no está relacionado en absoluto con los delfines;  consulte Coryphaena para conocer las posibles etimologías de pez delfín.  

## Anatomía
Aunque se han descrito varias capturas de más del doble, la longitud habitual que alcanzan es de unos 100 cm. No presenta espinas ni en la aleta anal ni en la dorsal, ambas con muchos radios blandos, la dorsal se extiende desde encima del ojo hasta casi la aleta caudal mientras que la anal, con una característica forma cóncava, se extiende desde el ano hasta casi la aleta caudal también; las aletas pectorales son muy largas.
Los dientes son pequeños y ovales; los machos maduros poseen un bulto prominente óseo en la frente de la cabeza; el color del cuerpo es muy llamativo, con reflejos de oro en los laterales, azul y verde metalizado en la parte superior y lateral alta, mientras que es blanca o amarilla en las partes inferiores; los ejemplares juveniles pueden presentar manchas en forma de barras verticales a los lados del cuerpo.

## Hábitat y biología
Es una especie oceanódroma marina, que viven cerca de la superficie normalmente entre 5 y 10 m de profundidad, llevando a cabo larguísimas migraciones.
Suelen estar en aguas abiertas en alta mar formando cardumen, aunque también se les puede encontrar en la costa. Se alimentan de casi todo tipo de peces y zooplancton, aunque también se suele alimentar de crustáceos y calamares.
Alcanzan la madurez sexual a los 4 o 5 meses, reproduciéndose en mar abierto, para después aproximarse a la costa cuando suben las temperaturas, permaneciendo los huevos y las larvas como pelágicos.

## Referencias

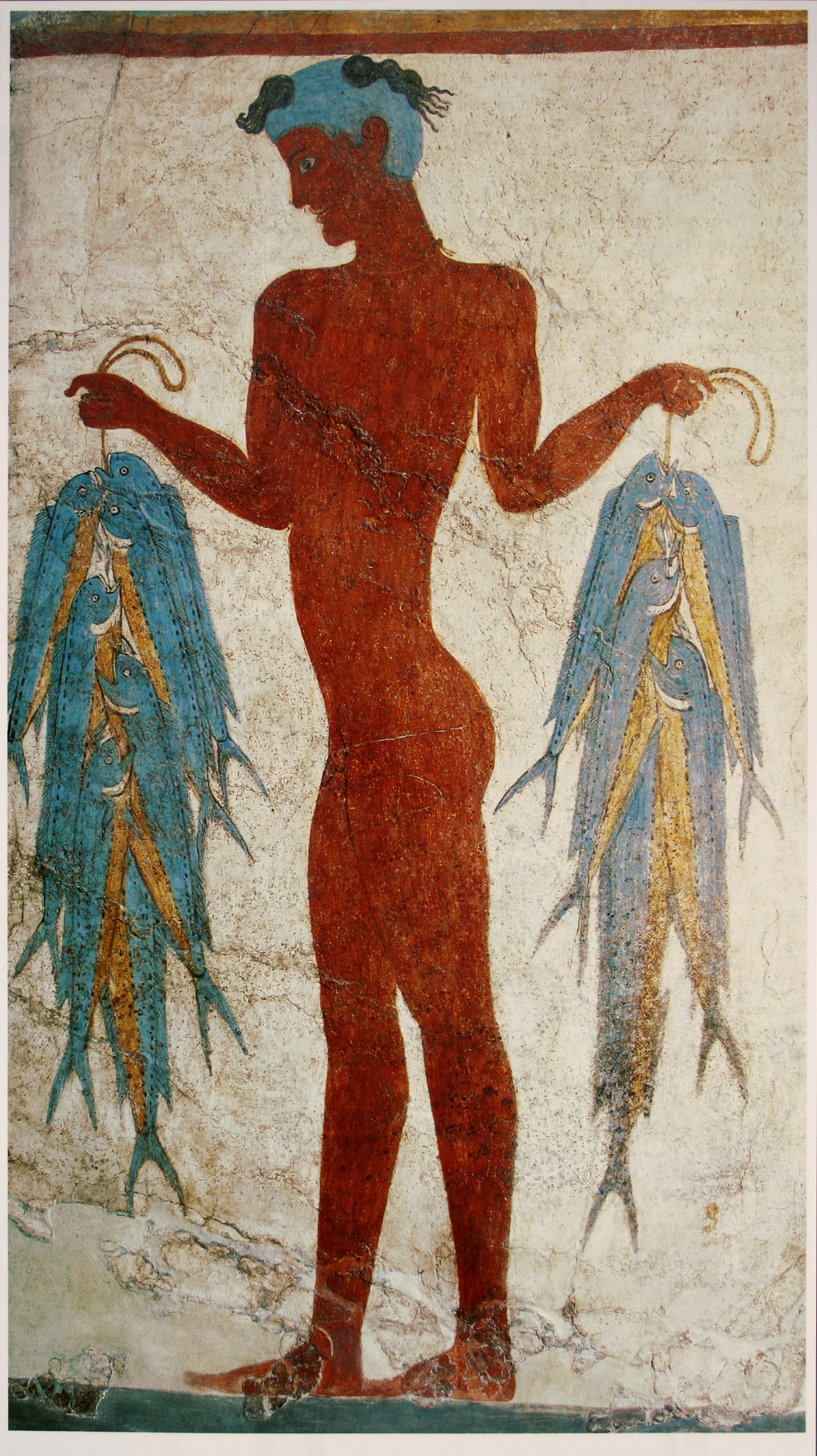
Acrotiri (Grecia): fresco de Los pescadores: el joven con dorados.